# Olof Ryning (död 1589)
Olof Ryning i frälsesläkten Ryning död 22 augusti 1589, herre till Tyresö slott, ståthållare över Estland[källa behövs]. Inskriven som student vid Rostocks universitet 1571; underskrev adelns försäkran rörande stadgan om kunglig och furstlig rättighet i januari 1582. Omnämns 1583 som konung Johan III:s hovmarskalk och kammarjunkare. Begraven i Jungfru Marias domkyrka i Tallinn, tidigare Reval, Estland, där hans gravmonument finns.
Gift 1586 med Karin Axelsdotter (Bielke av Åkerö), född på 1550-talet, död 1612 och begraven i Storkyrkan i Stockholm.
Barn: Elsa, 1587-1592, Nils, 1588-1610

## Källhänvisningar
1. ↑  Ryning nr 15, tabell 7.
2. ↑  Elgenstierna, Gustaf (1931). Den introducerade svenska adelns ättartavlor. "VI". sid. 631